# Vstaja polabskih Slovanov leta 983
Vstaja polabskih Slovanov leta 983 je bila vstaja Polabskih Slovanov, v glavnem Obodritov, Ljutičev, ki so živeli vzhodno od reke Labe v današnji severovzhodni Nemčiji. Vstaja je bila uperjena proti pokristjanjevanju in germanizaciji Slovanov od takratnega Svetega rimskega cesarstva. 

## Zgodovina
Slovani med Labo in Baltikom so bili podjarmljeni in deloma že pokritjanjenji od nemškega kneza Henrika I. in njegovega sina Otta I., ki je bil leta 962 okronan za Svetega rimskega cesarja. Otto je malo pred tem premagal zvezo med Obodriti in Čerezpenjani leta 955 v bitki pri reki Reknici. Osvojitev ozemlja vzhodno od Saksonije je bilo priključeno Vzhodno saksonski marki pod vodstvom Margraveja Gera vendar je bilo po njegovi smrti leta 965 razdeljeno na manjše marke. Z namenom stabilizacije vlade je promoviral pokristjanjevanje Slovanov in je naredil škofije v Havelbergu in Brandenburgu leta 948, ki ji je sledila ustanovitev nadškofije v Magdeburgu leta 968, ki je aktivno pokristjanjevala. 

## Vstaja
Leta 981 je nadškof Magdeburga, »spostol Slovanov«, umrl in njegov naslednjik Gisilher se je moral boriti z upiranjem v Magdeburgu. Podpiral ga je Otto II, ki pa je bil v Italiji, kjer je bil ravno poražen proti sicilijanskim Kalbidom leta 982 v bitki pri Stilu, kjer je naslednje leto tudi umrl ne da bi se vrnil v Nemčijo. Vladanje je zapustil sinu Ottu III pod patronatom Theophana. 
Medtem, ko je imel Sveti rimski imperij težave, so Slovani pod vodstvom Ljutičev naredili vstajo in izgnali politične in verske predstavnike imperija. Z začetkom v slovanskem svetišču v Radogostu (nemško Retra), so 29. junija 983 zasedli sedež škofa in ga izropali, temu je sledil Brandenburg tri dni kasneje in še mnogo drugih naselij do reke Tanger (levi pritok Labe na zahodu. Po takratnem kronikarju so se Obotrii pridružili Ljutiče s katerimi so uničili samostan v mestu Kalbe, škofijo v Oldenburgu in celo napadli Hamburg.
Na hitro zbrana vojska Saksoncev je uspela zadržati Slovane za reko Labo. Slovani so zavzeli Severno marko in Marko Billingov. Lužiška marka, kakor tudi sosednje marke Zeitz, Marseburg in Meissen na jugu se niso pridružile vstaji. 

## Po vstaji
Od 985 je mnogo princov Svetega rimskega imperija skupaj s krščanskima poljskima knezoma  Mješkom I. in  Boleslavom I. Poljskim izvajalo vsakoletne pohode proti uporni pokrajini, vendar neuspešno. Leta 1003 je kralj Albert Medved poskušal z drugim pristopom: naredil je zvezo z Ljutiči in napovedal vojno svojim prejšnjim zaveznikom Boleslavu I. Poljskemu. To je povečalo neodvisnost Ljutičev in je zagotovilo polabskim Slovanom samostojnost in ohranitev svoje slovanske vere do 12. stoletja. 
Neposredna posledica vstaje je bila skoraj popolna ustavitev nemške vzhodne kolonizacije (nemško Ostsiedlung) za naslednjih 200 let. Šele v 12. stoletju leta 1157 so v križarskemu pohodu proti Vendom ustanovili kneževino Brandenburg pod  askanijskimeu princem Albertom Medvedom. Drugod se je upor nadaljeval in  šele po večdnevnih bojih proti Obotritom sta se Niklot in njegov sin Pribislav leta 1167 zavezala za vazala saksonskemu knezu Henriku Levu.